# 大町停留場 (富山県)
大町停留場（おおまちていりゅうじょう）は、富山県富山市大町にある、富山地方鉄道富山軌道線本線の停留場である。駅番号はC02。
富山県道43号富山上滝立山線上の併用軌道に設置されている。

## 歴史
- 1933年（昭和8年）1月9日：富山市営軌道の堀川大町停留場として開業[2]。
- 1943年（昭和18年）1月1日：路線譲渡により富山地方鉄道の停留場となる[3]。
- 1945年（昭和20年）8月2日：富山大空襲の戦災より休止[4]。
- 1946年（昭和21年）1月14日：南富山駅前 - 富山駅前間復旧に伴い営業再開[5]。
- 1952年（昭和27年）以前：南小泉停留場に改称[2]。
- 1962年（昭和37年）以前：大町停留場に改称[2]。

## 停留場構造
相対式ホーム2面2線の地上駅。

## 停留場周辺
- 富山県立富山高等学校
- 富山県立富山いずみ高等学校
- 富山市立堀川中学校
- 富山市立堀川小学校
- 堀川小泉町二区公民館

## 隣の停留場
富山地方鉄道
富山軌道線（本線）
南富山駅前駅 (C01) - 大町停留場 (C02) - 堀川小泉停留場 (C03)